# Coenraad van Lier
Coenraad van Lier (Paramaribo, 6 januari 1836 – Amsterdam, 20 januari 1903) was een Surinaams medicus en politicus.
Hij kreeg een opleiding bij 's Rijks Kweekschool voor Militaire Geneeskundigen voor hij in 1856 benoemd werd tot officier van gezondheid 3e klasse bij de landmacht in West-Indië. Van Lier werd in 1861 bevorderd tot officier van gezondheid 2e klasse. Kort daarop promoveerde hij in Utrecht na het houden van een colloquium doctum tot doctor in de genees- en heelkunde. Vier jaar later verliet hij de militaire dienst en werd hij stedelijk heel- en grootmeester. Hij volgde in 1868 J.R. Arrias in Paramaribo op als tweede stadsgeneesheer.
Daarnaast was Van Lier actief in de politiek. Bij tussentijdse verkiezingen in 1877 werd hij verkozen tot lid van de Koloniale Staten. Rond september 1890 gaf hij die functie op en verhuisde naar Amsterdam. Daar overleed hij in 1903 op 67-jarige leeftijd.